# Eadred wessexi király
Eadred, más írásmóddal Edred (923/924 – 955. november 23.), 946-tól haláláig angolszász király; ő terjesztette ki végleg az angol (wessexi) korona fennhatóságát Northumbriára. Rövid uralkodása alatt sok csatában vett részt, főként az ország északi területein, ahol Véresbárdú Erik ellen harcolt.
Idősebb Edwardnak és harmadik feleségének, Edgivának a fia. A trónon testvérét Edmundot követte. Bár trónra lépése után a northumbriaiak elismerték Eadred hűbérúri hatalmát, csakhamar (Véreskardú) Eriket, (I. Harald norvég király fiát) kiáltották ki királyukká. Eadred bosszúból leronhanta Northumbriát (948), amelynek lakói behódoltak neki, ám 949-ben az ugyancsak skandináv Olaf Sihtricsont emelték maguk fölé. Ez utóbbit 952-ben elűzték a trónról, hogy helyébe ismét Eriket ültessék, de 954-ben őt is elűzték, majd meggyilkolták. A northumbriaiak ekkor megint hűbéresküt tettek Eadrednek. A király közeli barátja volt Dunstan glastonburyi apátnak (Canterbury későbbi érsekének), és támogatta a Dunstan kezdeményezte kolostori megújulást, tudományos és oktatási központok létrejöttét. Édesanyja tanácsára a kontinensre menni készülő Szent Aethelwaldnak ajándékozta az elhagyott és omladozó abingdoni kolostor földbirtokát (néhány mérföld távolságra van a mai Oxfordtól), ahonnan elterjedt végül a – Dunstan mellett általa is vezetett – kolostori megújulás.
Kortársai szerint nagyon vallásos, és ugyanakkor egészségileg nagyon gyenge ember volt. Ételét is nagyon nehezen tudta megenni. A Szent Dunstan élete megjegyzi, hogy ismeretlen betegségben szenvedett, és végül ez okozta s halálát. Winchesterben temették el. Mivel sohasem nősült meg, és gyermeke sem született, a trónon unokaöccse, a gyermek Eadwig követte.